# Тобол (роман)
«Тобол» — исторический роман российского писателя Алексея Иванова, впервые изданный в 2018 году. Он состоит из двух книг: «Тобол. Много званых» и «Тобол. Мало избранных». Действие романа происходит в Сибири в начале XVIII века. В 2019 году вышла одноимённая экранизация.

## Сюжет
Действие романа происходит в Сибири в начале XVIII века. Иванов рассказывает о столкновении в эпоху Петра I двух жизненных укладов, о том, как творилась «судьба российской Азии». Параллельно развивается целый ряд сюжетных линий — в частности, губернатора Матвея Гагарина, повешенного Петром за казнокрадство, основателя Омска полковника Ивана Бухгольца, картографа Семёна Ремезова, любви штык-юнкера Рената и Бригитты, раскольников, замысливших побег из неволи.

## История создания и публикация
В 2013 году кинопродюсер Олег Урушев заказал Алексею Иванову сценарий сериала о Семёне Ремезове. Писатель создал два варианта сценария, для восьмисерийного телешоу и полнометражного фильма, а после этого начал работу над романом на тот же сюжет. Процесс затянулся на три года. «Тобол» стал самым объёмным романом Иванова. Осенью 2016 года вышла первая часть книги, «Тобол. Много званых», в начале 2018 — вторая, «Тобол. Мало избранных».

## Восприятие
Роман снискал популярность: тираж первой части допечатывался трижды в течение года. Многие рецензенты называли Иванова первооткрывателем темы Сибири в царствование Петра I. Специалисты отмечают «густонаселённость» романа, масштабность повествования, но при этом пишут о некоторой избыточности стиля, о желании автора вместить в одну книгу слишком много сюжетного материала — в том числе и не проработанного должным образом. В 2020 году алтайская журналистка Лариса Вигандт заявила, что писатель использовал текст романа «Князь-раб» Александра Родионова, создав «ремейк» и нарушив таким образом авторские права.
В 2019 году на экраны вышел фильм «Тобол» (позже выпущенный в качестве 8-серийного сериала) от российской телекомпании «Solivs». В картине разрабатывается только одна из сюжетных линий книги. Иванов остался недоволен полученным результатом и даже добился того, что его имя убрали из титров.